# Dendroctonus
Dendroctonus är ett släkte av skalbaggar som beskrevs av Wilhelm Ferdinand Erichson 1836. Dendroctonus ingår i familjen vivlar.

## Bildgalleri

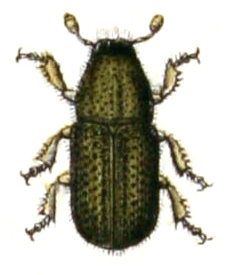

## Dottertaxa tillDendroctonus, i alfabetisk ordning[1][2]
- Dendroctonus adjunctus
- Dendroctonus approximatus
- Dendroctonus arizonicus
- Dendroctonus armandi
- Dendroctonus aztecus
- Dendroctonus barberi
- Dendroctonus beckeri
- Dendroctonus borealis
- Dendroctonus brevicomis
- Dendroctonus californicus
- Dendroctonus convexifrons
- Dendroctonus dietzi
- Dendroctonus engelmanni
- Dendroctonus fletcheri
- Dendroctonus frontalis
- Dendroctonus graniger
- Dendroctonus haagi
- Dendroctonus jeffreyi
- Dendroctonus johanseni
- Dendroctonus juniperi
- Dendroctonus keeni
- Dendroctonus menziesii
- Dendroctonus mexicanus
- Dendroctonus micans
- Dendroctonus minimus
- Dendroctonus minor
- Dendroctonus monticolae
- Dendroctonus murrayanae
- Dendroctonus parallelocollis
- Dendroctonus piceaperda
- Dendroctonus pilosus
- Dendroctonus pinicida
- Dendroctonus piniperda
- Dendroctonus ponderosae
- Dendroctonus prosorovi
- Dendroctonus pseudotsugae
- Dendroctonus punctatus
- Dendroctonus rhizophagus
- Dendroctonus rufipennis
- Dendroctonus shoshone
- Dendroctonus similis
- Dendroctonus simplex
- Dendroctonus terebrans
- Dendroctonus valens
- Dendroctonus wickhami
- Dendroctonus vitei